# زبان سوندایی
زبان سوندایی یکی از زبان‌های رایج در بخش غربی جزیرهٔ جاوه است که با حدود ۴۰ میلیون نفر گویشور، حدود ۱۵ درصد از جمعیت کل اندونزی را شامل می‌شود.